# الضباري (جبلة)

تعديل مصدري - تعديل

الضباري هي إحدى قرى عزلة انامر اعلى بمديرية جبلة التابعة لمحافظة إب، بلغ تعداد سكانها 900 نسمة حسب تعداد اليمن لعام 2004.